# Mohammed Dawood Yaseen
Mohammed Dawoor Yaseen (in arabo محمد داود ياسين‎?; Baghdad, 22 novembre 2000) è un calciatore iracheno, attaccante dell'Al-Naft e della Nazionale di calcio dell'Iraq.

## Caratteristiche tecniche
È un centrocampista centrale.

## Carriera

### Nazionale
Il 15 ottobre 2015 ha esordito con la Nazionale irachena disputando l'amichevole pareggiata 1-1 contro Arabia Saudita.

## Statistiche

### Cronologia presenze e reti in Nazionale
| Cronologia completa delle presenze e delle reti in nazionale ― Iraq | Cronologia completa delle presenze e delle reti in nazionale ― Iraq | Cronologia completa delle presenze e delle reti in nazionale ― Iraq | Cronologia completa delle presenze e delle reti in nazionale ― Iraq | Cronologia completa delle presenze e delle reti in nazionale ― Iraq | Cronologia completa delle presenze e delle reti in nazionale ― Iraq | Cronologia completa delle presenze e delle reti in nazionale ― Iraq | Cronologia completa delle presenze e delle reti in nazionale ― Iraq |
| Data                                                                | Città                                                               | In casa                                                             | Risultato                                                           | Ospiti                                                              | Competizione                                                        | Reti                                                                | Note                                                                |
| ------------------------------------------------------------------- | ------------------------------------------------------------------- | ------------------------------------------------------------------- | ------------------------------------------------------------------- | ------------------------------------------------------------------- | ------------------------------------------------------------------- | ------------------------------------------------------------------- | ------------------------------------------------------------------- |
| 12-01-2019                                                          | Sharjah                                                             | Yemen                                                               | 0 – 3                                                               | Iraq                                                                | Coppa d'Asia 2019 - 1º turno                                        | -                                                                   | 88’                                                                 |
| 16-01-2019                                                          | Dubai                                                               | Iran                                                                | 0 – 0                                                               | Iraq                                                                | Coppa d'Asia 2019 - 1º turno                                        | -                                                                   | 77’                                                                 |
| 22-01-2019                                                          | Abu Dhabi                                                           | Qatar                                                               | 1 – 0                                                               | Iraq                                                                | Coppa d'Asia 2019 - Ottavi di finale                                | -                                                                   | 66’                                                                 |
| Totale                                                              |                                                                     | Presenze                                                            | 3                                                                   |                                                                     | Reti                                                                | 0                                                                   |                                                                     |

## Palmarès

### Nazionale
- Coppa d'Asia Under-16: 1

2016